# Speelkoppel
Speelkoppel (dt. Spielgruppe, gebräuchlicher Begriff  im Oldenburgischen) und Speeldeel (dt. Spieldiele) sind Laientheatergruppen in Norddeutschland, die niederdeutsche Theaterstücke aufführen und norddeutsches Brauchtum pflegen.
Der Schwerpunkt der Theaterstücke liegt dabei zumeist auf der Unterhaltung. Neben dem volkstümlichen Theater wird oft auch traditionelle Musik und Volkstanz gepflegt.